# Companhia Nacional de Bailado
A Companhia Nacional de Bailado (CNB) é uma companhia de dança clássica portuguesa. Foi criada em 1977 e é considerada o organismo de referência no país em dança clássica.[carece de fontes?] Sediada em Lisboa, é a única companhia estatal com uma programação de dança em Portugal e também a única com um corpo permanente de artistas, que lhe permite garantir temporadas regulares de espetáculos no Teatro Camões (depois de, nas suas duas primeiras décadas, a principal sala da companhia ter sido o Teatro Nacional São Carlos), e um pouco por todo o país (Portugal continental e ilhas), além das digressões ao estrangeiro. 
Fundada por iniciativa governamental com objetivos de serviço público, a companhia tem duas missões, que se complementam: uma de índole patrimonial, a preservação e divulgação do reportório balético mundial, através da produção de espetáculos de bailado clássico; e a permanente atualização desta forma de arte, com a apresentação de coreografias modernas e contemporâneas de coreógrafos nacionais e estrangeiros, algumas das quais concebidas para a CNB no âmbito da sua política de incentivo à criação. O resultado é um reportório acentuadamente eclético, que atravessa séculos, estilos e técnicas, enquanto mantém uma forte marca identitária portuguesa e europeia.
Assim, da sua história fazem parte as primeiras produções profissionais em Portugal de bailados clássicos em versão integral, como La Fille mal gardée, O Lago dos Cisnes, Dom Quixote, La Sylphide, La Bayadère, Paquita,Coppélia, Romeu e Julieta, O Pássaro de Fogo ou A Sagração da Primavera, bem como um continuado investimento na revisão e releitura destas obras canónicas, através de encomendas a criadores que as reinterpretam à luz dos nossos dias, frequentemente em diálogo com a História do país. 
Os espetáculos da CNB ao longo destes 45 anos incluem trabalhos da autoria de destacados coreógrafos internacionais como Alexander Ekman, Sidi Lardi Cherkaoui, George Balanchine, Vaslav Nijinsky, Serge Lifar, Kurt Jooss, Martha Graham, José Limón, Lar Lubovitch, Michael Corder, Hans van Manen, Robert North, Heinz Spöerli, Nacho Duato, Mauro Bigonzetti, Henri Oguike, Cayetano Soto, Ohad Naharin, William Forsythe, Anne Teresa de Keersmaeker e Akram Khan, e coreógrafos portugueses como Armando Jorge, Fernando Lima, Carlos Trincheiras, Rui Lopes Graça, Olga Roriz, Vasco Wellenkamp, Paulo Ribeiro, Rui Horta, Clara Andermatt ou Fernando Duarte, Filipe Portugal, entre outros. 
A diversidade estética, alimentada também por uma intensa ligação da dança com outras expressões artísticas – música, cinema, drama, poesia, fotografia –, resulta numa companhia reconhecidamente atual, atenta às suas responsabilidades patrimoniais e simultaneamente muito aberta à influência de jovens criadores, incluindo coreógrafos, dramaturgos e compositores emergentes. 
Fernando Duarte é atualmente o diretor artístico da companhia, sucedendo a Carlos Prado (2021-2024), Sofia Campos (2018-2021), Paulo Ribeiro (2016-2018), Luísa Taveira (2010-2016 e 1999-2000), Vasco Wellenkamp (2007-2010), Mehmet Balkan (2002-2007), Marc Jonkers (2001-2002), Jorge Salavisa (1996-1999), Isabel Santa Rosa (1994-1996) e Armando Jorge (1978-1993). A sede da CNB é na rua Vítor Cordon, no Chiado.

## Diretores Artísticos
- 1978 - 1993 - Armando Jorge
- 1994 - 1996 - Isabel Santa Rosa
- 1996 - 1999 - Jorge Salavisa
- 1999 - 2000 - Luísa Taveira
- 2001 - 2002 - Marc Jonkers
- 2002 - 2007 - Mehmet Balkan
- 2007 - 2010 - Vasco Wellenkamp
- 2010 - 2016 - Luísa Taveira
- 2016 - 2018 - Paulo Ribeiro
- 2018 - 2021 - Sofia Campos
- 2021 - 2024 - Carlos Prado
- 2024 - presente - Fernando Duarte